# 永井昭弘
永井 昭弘（ながい あきひろ、1963年 - ）は東京都出身のITコンサルタント。
暁星中学校・高等学校、国際基督教大学教養学部社会科学科を卒業の後、日本IBMに入社。金融担当SEを経て、ベンチャー系ITコンサルのイントリーグに参画。96年社長に就任。現在は株式会社イントリーグ代表取締役社長兼CEO、株式会社iLocal代表取締役、NPO法人全国異業種グループネットワークフォーラム（INF）副理事長。
多数のIT案件のコーディネーションとRFP（Request For Proposal）作成支援を手掛ける。

## 著書

### 単行本
- 図解 ズバリわかる  「リナックス・ビジネス」（1999 ウィザードプレス）
- 図解 やさしくわかる「リナックス・ビジネス」（1999 秀和システム）
- RFP＆提案書 完全マニュアル（2005 日経BP）
- 事例で学ぶ RFP作成術実践マニュアル（2011 日経BP）
- RFP＆提案書 完全マニュアル 改訂版 （2016 日経BP）

### 電子書籍
- ITの現場にこそドラマがある（2015 日経BP NextICT選書）

### コラム
- 「すごい現場」『日経SYSTEMS』連載（2007.4 - 2012.12）
- 「開発者とユーザー フィット＆ギャップ論」『日経SYSTEMS』連載（2013.1 - 2015.3）
- 「それって丸投げ？ユーザー責任を斬る」『日経SYSTEMS』連載（2015.4 -）